# Summer Dreams
Summer Dreams también llamado Summer Dreams: 28 Classic Tracks es un álbum de compilación de origen británico por el grupo estadounidense The Beach Boys, editado en junio de 1990, por su discográfica de origen Capitol Records, con el catálogo STBK 12396. El álbum fue muy exitoso en el Reino Unido.

## Características
El álbum contiene canciones que fueron publicadas en sencillos. No contiene una lista muy abarcativa, ya que la gran mayoría son sencillos de 1963 a 1969 (a excepción de "Cotton fields" de 1970), por lo que solo abarca seis años de la carrera de la banda, la canción más reciente que tiene es "California Dreamin'" de 1986. Tiene los sencillos número uno de la década de 1960: "I Get Around", "Help Me Rhonda" y "Good Vibrations". El álbum mezcla los clásicos del primer periodo del grupo como "Little Deuce Coupe", "Surfin' USA" y "California Girls", y combinadas con algunas canciones del álbum Pet Sounds, "Sloop John B", "God Only Knows" y "Wouldn't It Be Nice". Summer Dreams también incluye cortes que no tuvieron mucho éxito en Estados Unidos, pero si en Reino Unido, como: "Then I Kissed Her" (no editado en Estados Unidos), "Heroes and Villains", "Do It Again" "Bluebirds over the Mountain", "I Can Hear Music", "Break Away" y "Cotton Fields".

## Lista de canciones
Todas las canciones escritas y compuestas por Brian Wilson y Mike Love excepto donde se indica. 
| N.º | Título                                                          | Duración |  |
| 1.  | «I Get Around»                                                  | 2:12     |  |
| 2.  | «Surfin' USA» (Brian Wilson y Chuck Berry)                      | 2:28     |  |
| 3.  | «Fun Fun Fun»                                                   | 2:19     |  |
| 4.  | «Little Deuce Coupe*» (Brian Wilson y Roger Christian)          | 1:40     |  |
| 5.  | «Surfin' Safari*»                                               | 2:05     |  |
| 6.  | «Help Me Rhonda» (Brian Wilson)                                 | 2:46     |  |
| 7.  | «California Girls»                                              | 2:37     |  |
| 8.  | «Don't Worry Baby*» (Brian Wilson y Roger Christian)            | 2:50     |  |
| 9.  | «When I Grow Up (To Be a Man)»                                  | 2:00     |  |
| 10. | «Dance, Dance, Dance» (Brian Wilson, Carl Wilson y Mike Love)   | 1:59     |  |
| 11. | «The Little Girl I Once Knew» (Brian Wilson)                    | 2:32     |  |
| 12. | «Barbara Ann» (Fred Fassert)                                    | 2:07     |  |
| 13. | «Good Vibrations»                                               | 3:36     |  |
| 14. | «Sloop John B» (traidcional, arreglada por Brian Wilson)        | 2:57     |  |
| 15. | «You're So Good to Me»                                          | 2:14     |  |
| 16. | «God Only Knows» (Brian Wilson y Tony Asher)                    | 2:50     |  |
| 17. | «Then I Kissed Her» (Phil Spector, E. Greenwich y J. Barry)     | 2:15     |  |
| 18. | «Wouldn't It Be Nice» (Brian Wilson y Tony Asher)               | 2:23     |  |
| 19. | «Heroes and Villains» (Brian Wilson y Van Dyke Parks)           | 3:37     |  |
| 20. | «Wild Honey» (Brian Wilson)                                     | 2:37     |  |
| 21. | «Do It Again»                                                   | 2:15     |  |
| 22. | «Friends»                                                       | 2:32     |  |
| 23. | «Darlin'»                                                       | 2:12     |  |
| 24. | «Bluebirds over the Mountain» (Bruce Johnston y Carl Wilson)    | 2:52     |  |
| 25. | «I Can Hear Music» (Jeff Barry, Ellie Greenwich y Phil Spector) | 2:36     |  |
| 26. | «Break Away» (Brian Wilson y Reggie Dunbar)                     | 2:54     |  |
| 27. | «Cotton Fields» (Leadbelly)                                     | 3:01     |  |
| 28. | «California Dreamin'» (John Phillips y Michelle Phillips)       | 3:09     |  |

(*) Pistas en mono.

## Recepción
Summer Dreams fue un éxito en el Reino Unido, posiblemente por la inclusión de canciones como "Heroes and Villains", "Do It Again" "Bluebirds Over the Mountain", "I Can Hear Music", "Break Away" y "Cotton Fields", las cuales en su momento habían sido exitosos sencillos en el Reino Unido, llegando inclusive a mejores puestos que en las listas de los Estados Unidos. Además su primera semana, el álbum alcanzó el puesto número dos en las listas de álbumes británicos, permaneció 27 semanas, y ganó el disco de platino en el Reino Unido en 1990.

## Reedición
En 1993 hubo una reedición de Summer Dreams, retítulada como Summer Dreams!, esta reedición consta de las mismas canciones y en el mismo orden, solamente cambia la portada del álbum, donde aparece una chica rubia, pensando en un chico surfeando, el muchacho aparece dentro de un globo, todo dibujado al estilo de las historietas. Esta edición fue distribuida por Capitol y EMI, con los catálogos 7896612 y 95899 respectivamente.